# Condado de Seminole (Geórgia)
O Condado de Seminole é um dos 159 condados do Estado americano de Geórgia. A sede do condado é Donalsonville, e sua maior cidade é Donalsonville. O condado possui uma área de 664 km², uma população de 9 369 habitantes, e uma densidade populacional de 15 hab/km² (segundo o censo nacional de 2000). O condado foi fundado em 8 de julho de 1820.